# ケビン・ヴァン・デル・ペレン
ケビン・ヴァン・デル・ペレン（オランダ語: Kevin van der Perren, 1982年8月6日 - ）は、ベルギーのフィギュアスケート選手（男子シングル）。妻はフィギュアスケート選手のジェナ・マッコーケル。オランダ語圏に属するフランドル地方出身のため、同語に基づき名をケフィン、姓をファン・デル・ペレンと表記することもある。
2007年及び2009年ヨーロッパフィギュアスケート選手権3位。2002年ソルトレイクシティオリンピック、2006年トリノオリンピック、2010年バンクーバーオリンピックベルギー代表。

## 人物
2008年5月17日に、イギリス代表のフィギュアスケート選手ジェナ・マッコーケルと結婚した。2019年8月27日、第1子となる男児が誕生した。

## 経歴
1982年8月6日、ニノーヴェで生まれる。10歳のときにアイスショーを見て、「スターになりたい」とスケートを始めた。1999-2000シーズン、初めての欧州及び世界選手権に出場。当時水泳競技も並行して行っていたが、これらの機会をきっかけにスケートに集中することを決めた。2001-2002シーズン、ISUジュニアグランプリファイナルと世界ジュニア選手権でそれぞれ2位となり、翌2002-2003シーズンからシニアに移行した。
2003-2004シーズンに、FSで3回転-3回転-3回転のコンビネーションジャンプを決め、注目を浴びる。2005-2006シーズンになると、それまで試合で跳んだことのなかった4回転ジャンプにいきなりコンビネーションで成功。2006年トリノオリンピックではベルギー選手団の旗手を務めた。
2006-2007シーズン、欧州選手権で銅メダルを獲得。しかし世界選手権は背中の怪我で欠場を余儀なくされた。2007-2008シーズンは、4季ぶりにグランプリファイナルへ進出。さらに世界選手権では3回転フリップ-3回転トウループ-3回転ループのコンビネーションジャンプを決め、自己最高の6位となった。2008年5月、ジェナ・マッコーケルと結婚。2008-2009シーズンのフィンランディア杯は、FS当日午前中の公式練習中に背中の筋肉を痛めて棄権した。
2010年、バンクーバーオリンピックでもベルギー選手団の旗手を務めた。
3回転-3回転-3回転のコンビネーションジャンプを得意とするが、2010年世界選手権では4回転トウループ-3回転トウループ-3回転トウループのコンビネーションジャンプにも成功した。
2011-2012シーズン、スケートアメリカで2位とグランプリシリーズで4季ぶりの表彰台。しかし欧州選手権では手首の故障の為FSを棄権。当初欧州選手権を最後に引退することを表明していたが、世界選手権へ出場。FSでパーソナルベストスコアを更新し、これを最後に引退。既にコーチとして勤務しており、妻と共にショーにも関わり続けることを表明した。2012年秋からはベルギー版『ダンシング・ウィズ・ザ・スターズ』に出演するなどテレビでも活躍。

## 主な戦績

### 2003-2004シーズン以降
| 大会/年              | 2003-04 | 2004-05 | 2005-06 | 2006-07 | 2007-08 | 2008-09 | 2009-10 | 2010-11 | 2011-12 |
| -------------------- | ------- | ------- | ------- | ------- | ------- | ------- | ------- | ------- | ------- |
| 冬季オリンピック     |         |         | 9       |         |         |         | 17      |         |         |
| 世界選手権           | 14      | 8       |         |         | 6       | 14      | 8       | 17      | 15      |
| 欧州選手権           | 11      | 6       | 7       | 3       | 5       | 3       | 11      | 4       | 棄権    |
| ベルギー選手権       | 1       |         |         | 1       |         |         |         | 1       | 1       |
| GPファイナル         | 4       |         |         |         | 6       |         |         |         |         |
| GPスケートカナダ     | 5       | 5       |         |         | 2       |         | 11      |         | 8       |
| GPスケートアメリカ   |         |         | 4       | 4       |         |         |         | 6       | 2       |
| GPNHK杯              |         |         | 5       | 6       |         |         |         | 8       |         |
| GPロシア杯           |         | 棄権    |         |         |         | 6       | 5       |         |         |
| GPエリック杯         | 2       |         |         |         | 4       |         |         |         |         |
| ネペラ記念           | 4       | 2       | 2       |         | 1       |         |         |         | 2       |
| ネーベルホルン杯     |         |         |         |         |         |         |         | 5       |         |
| NRW杯                |         |         |         |         |         | 1       | 3       |         |         |
| フィンランディア杯   |         |         |         |         | 3       | 棄権    | 12      |         |         |
| エイゴンチャレンジ杯 |         |         |         |         |         | 2       |         |         |         |

### 2002-2003シーズンまで
| 大会/年            | 1999-00 | 2000-01 | 2001-02 | 2002-03 |
| ------------------ | ------- | ------- | ------- | ------- |
| 冬季オリンピック   |         |         | 12      |         |
| 世界選手権         | 31      | 33      | 14      | 19      |
| 欧州選手権         | 28      | 23      | 13      | 10      |
| ベルギー選手権     | 1       | 1       | 1       | 1       |
| フィンランディア杯 |         |         |         | 4       |
| ゴールデンスピン   |         |         | 2       |         |
| ネペラ記念         |         | 6       | 9       |         |
| ネーベルホルン杯   |         | 15      |         |         |
| 世界Jr.選手権      | 26      | 16      | 2       |         |
| JGPファイナル      |         |         | 3       |         |
| JGPハーグ          | 13      |         | 1       |         |
| JGPチェコスケート  |         |         | 2       |         |
| JGPピルエッテン    |         | 11      |         |         |
| JGPSBC杯           | 14      |         |         |         |

### 詳細
| 2011-2012 シーズン      |                                                            |          |           |           |
| 開催日                  | 大会名                                                     | SP       | FS        | 結果      |
| 2012年3月26日 - 4月1日  | 2012年世界フィギュアスケート選手権（ニース）               | 18 66.38 | 10 147.66 | 15 214.04 |
| 2012年1月23日 - 29日    | 2012年ヨーロッパフィギュアスケート選手権（シェフィールド） | 7 71.05  | -         | 棄権      |
| 2011年11月25日 - 26日   | ベルギーフィギュアスケート選手権（デュールネ）             | 1 76.54  | 1 138.48  | 1 215.02  |
| 2011年10月28日 - 30日   | ISUグランプリシリーズ スケートカナダ（ミシサガ）           | 8 64.01  | 8 115.20  | 8 179.21  |
| 2011年10月21日 - 23日   | ISUグランプリシリーズ スケートアメリカ（オンタリオ）       | 4 70.09  | 1 142.39  | 2 212.48  |
| 2011年9月29日 - 10月2日 | 2011年オンドレイネペラメモリアル（ブラチスラヴァ）         | 3 64.88  | 2 146.20  | 2 211.08  |

| 2010-2011 シーズン       |                                                        |          |           |           |
| 開催日                   | 大会名                                                 | SP       | FS        | 結果      |
| 2011年4月24日 - 5月1日   | 2011年世界フィギュアスケート選手権（モスクワ）         | 15 68.34 | 18 128.76 | 17 197.10 |
| 2011年1月24日 - 30日     | 2011年ヨーロッパフィギュアスケート選手権（ベルン）     | 4 73.61  | 4 142.98  | 4 216.59  |
| 2010年11月29日 - 12月1日 | ベルギーフィギュアスケート選手権（ハッセルト）         | 1 74.70  | 1 136.22  | 1 210.92  |
| 2010年11月12日 - 14日    | ISUグランプリシリーズ スケートアメリカ（ポートランド） | 8 62.22  | 5 132.41  | 6 194.63  |
| 2010年10月22日 - 24日    | ISUグランプリシリーズ NHK杯（名古屋）                  | 11 55.31 | 5 134.10  | 8 189.41  |
| 2010年9月22日 - 25日     | 2010年ネーベルホルン杯（オーベルストドルフ）           | 2 69.94  | 8 124.20  | 5 194.14  |

| 2009-2010 シーズン    |                                                    |          |           |           |
| 開催日                | 大会名                                             | SP       | FS        | 結果      |
| 2010年3月22日 - 28日  | 2010年世界フィギュアスケート選手権（トリノ）       | 10 73.55 | 9 144.88  | 8 218.43  |
| 2010年2月12日 - 28日  | バンクーバーオリンピック（バンクーバー）           | 12 72.90 | 18 116.94 | 17 189.84 |
| 2010年1月18日 - 24日  | 2010年ヨーロッパフィギュアスケート選手権（タリン） | 11 67.72 | 11 127.76 | 11 195.48 |
| 2009年12月3日 - 6日   | 2009年NRW杯（ドルトムント）                        | 3 70.61  | 4 128.65  | 3 199.26  |
| 2009年11月19日 - 22日 | ISUグランプリシリーズ スケートカナダ（キッチナー） | 11 58.86 | 10 109.68 | 11 168.54 |
| 2009年10月22日 - 25日 | ISUグランプリシリーズ ロステレコム杯（モスクワ）   | 7 63.15  | 5 126.18  | 5 189.33  |
| 2009年10月8日 - 11日  | 2009年フィンランディア杯（ヴァンター）             | 16 49.14 | 10 111.39 | 12 160.53 |

| 2008-2009 シーズン    |                                                        |          |           |           |
| 開催日                | 大会名                                                 | SP       | FS        | 結果      |
| 2009年3月23日 - 29日  | 2009年世界フィギュアスケート選手権（ロサンゼルス）     | 14 70.15 | 15 128.20 | 14 198.35 |
| 2009年3月4日 - 8日    | 2009年エイゴンチャレンジ杯（ ハーグ）                  | 2 73.48  | 2 136.98  | 2 210.46  |
| 2009年1月19日 - 25日  | 2009年ヨーロッパフィギュアスケート選手権（ヘルシンキ） | 4 75.80  | 4 143.56  | 3 219.36  |
| 2008年12月5日 - 7日   | 2008年NRW杯（ドルトムント）                            | 1 74.58  | 1 145.59  | 1 220.17  |
| 2008年11月20日 - 23日 | ISUグランプリシリーズ ロシア杯（モスクワ）             | 5 69.68  | 7 129.45  | 6 199.13  |
| 2008年10月9日 - 12日  | 2008年フィンランディア杯（ヴァンター）                 | 6 63.68  | -         | 棄権      |

| 2007-2008 シーズン    |                                                        |         |          |          |
| 開催日                | 大会名                                                 | SP      | FS       | 結果     |
| 2008年3月17日 - 23日  | 2008年世界フィギュアスケート選手権（ヨーテボリ）       | 9 70.24 | 3 145.78 | 6 216.02 |
| 2008年1月21日 - 27日  | 2008年ヨーロッパフィギュアスケート選手権（ザグレブ）   | 4 66.33 | 5 133.24 | 5 199.57 |
| 2007年12月13日 - 16日 | 2007/2008 ISUグランプリファイナル（トリノ）            | 5 72.83 | 6 116.69 | 6 189.52 |
| 2007年11月15日 - 18日 | ISUグランプリシリーズ エリック・ボンパール杯（パリ）   | 3 70.60 | 4 134.15 | 4 204.75 |
| 2007年11月1日 - 4日   | ISUグランプリシリーズ スケートカナダ（ケベックシティ） | 5 66.11 | 1 136.44 | 2 202.55 |
| 2007年10月12日 - 14日 | 2007年フィンランディア杯（ヴァンター）                 | 6 52.98 | 3 115.66 | 3 168.64 |
| 2007年9月20日 - 22日  | 2007年オンドレイネペラメモリアル（ブラチスラヴァ）     | 2 56.25 | 1 109.46 | 1 165.71 |

| 2006-2007 シーズン       |                                                          |         |          |          |
| 開催日                   | 大会名                                                   | SP      | FS       | 結果     |
| 2007年1月22日 - 28日     | 2007年ヨーロッパフィギュアスケート選手権（ワルシャワ）   | 4 67.18 | 2 137.67 | 3 204.85 |
| 2006年11月30日 - 12月3日 | ISUグランプリシリーズ NHK杯（長野）                      | 5 65.55 | 7 113.35 | 6 178.90 |
| 2006年11月24日 - 25日    | ベルギーフィギュアスケート選手権（ハッセルト）           | 1 61.75 | 1 111.36 | 1 173.11 |
| 2006年10月26日 - 29日    | ISUグランプリシリーズ スケートアメリカ（ハートフォード） | 5 63.43 | 5 115.09 | 4 178.52 |

| 2005-2006 シーズン    |                                                                  |          |          |          |
| 開催日                | 大会名                                                           | SP       | FS       | 結果     |
| 2006年2月10日 - 26日  | トリノオリンピック（トリノ）                                     | 13 65.36 | 8 132.03 | 9 197.39 |
| 2006年1月16日 - 22日  | 2006年ヨーロッパフィギュアスケート選手権（リヨン）               | 11 59.98 | 7 122.34 | 7 182.32 |
| 2005年12月1日 - 4日   | ISUグランプリシリーズ NHK杯（大阪）                              | 6 60.05  | 6 110.50 | 5 170.55 |
| 2005年10月20日 - 23日 | ISUグランプリシリーズ スケートアメリカ（アトランティックシティ） | 2 68.79  | 4 116.30 | 4 185.09 |
| 2005年9月22日 - 25日  | 2005年オンドレイネペラメモリアル（ブラチスラヴァ）               | 2 66.59  | 2 115.06 | 2 181,65 |

| 2004-2005 シーズン  |                                                      |         |          |          |          |
| 開催日              | 大会名                                               | 予選    | SP       | FS       | 結果     |
| 2005年3月14日-20日  | 2005年世界フィギュアスケート選手権（モスクワ）       | 8 29.92 | 12 66.51 | 5 133.51 | 8 229.94 |
| 2005年1月25日-30日  | 2005年ヨーロッパフィギュアスケート選手権（トリノ）   | -       | 6 67.46  | 6 128.01 | 6 195.47 |
| 2004年11月25日-28日 | ISUグランプリシリーズ ロシア杯（モスクワ）           | -       | 8 54.83  | -        | 棄権     |
| 2004年10月28日-31日 | ISUグランプリシリーズ スケートカナダ（ハリファクス） | -       | 4 62.24  | 4 120.22 | 5 182.46 |
| 2004年9月23日-26日  | 2004年オンドレイネペラメモリアル（ブラチスラヴァ）   | -       | 1        | 2        | 2        |

| 2003-2004 シーズン     |                                                           |      |          |          |          |
| 開催日                 | 大会名                                                    | 予選 | SP       | FS       | 結果     |
| 2004年3月22日-28日     | 2004年世界フィギュアスケート選手権（ドルトムント）        | 8    | 19       | 12       | 14       |
| 2004年2月2日-8日       | 2004年ヨーロッパフィギュアスケート選手権（ブダペスト）    | 6    | 13       | 11       | 11       |
| 2003年12月11日-14日    | 2003/2004 ISUグランプリファイナル（コロラドスプリングス） | -    | 5 67.15  | 4 121.88 | 4 189.03 |
| 2003年11月13日-16日    | ISUグランプリシリーズ ラリック杯（パリ）                  | -    | 4 63.95  | 3 133.38 | 2 197.33 |
| 2003年10月31日-11月3日 | ISUグランプリシリーズ スケートカナダ（ミシサガ）          | -    | 11 51.32 | 3 132.19 | 5 183.51 |
| 2003年9月24日-27日     | 2003年オンドレイネペラメモリアル（ブラチスラヴァ）        | -    | 1        | 4        | 4        |

| 2002-2003 シーズン |                                                      |      |    |    |      |
| 開催日             | 大会名                                               | 予選 | SP | FS | 結果 |
| 2003年3月24日-30日 | 2003年世界フィギュアスケート選手権（ワシントンD.C.） | 7    | 22 | 15 | 19   |
| 2003年1月20日-26日 | 2003年ヨーロッパフィギュアスケート選手権（マルメ）   | -    | 11 | 11 | 10   |
| 2002年10月4日-6日  | 2002年フィンランディア杯（ヘルシンキ）               | -    | 4  | 4  | 4    |

| 2001-2002 シーズン  |                                                        |      |    |    |      |
| 開催日              | 大会名                                                 | 予選 | SP | FS | 結果 |
| 2002年3月16日-24日  | 2002年世界フィギュアスケート選手権（長野）             | 7    | 10 | 14 | 14   |
| 2002年3月3日-10日   | 2002年世界ジュニアフィギュアスケート選手権（ハーマル） | 2    | 3  | 1  | 2    |
| 2002年2月9日-21日   | ソルトレイクシティオリンピック（ソルトレイクシティ）   | -    | 13 | 13 | 12   |
| 2002年1月14日-19日  | 2002年ヨーロッパフィギュアスケート選手権（ローザンヌ） | 6    | 13 | 13 | 13   |
| 2001年12月13日-16日 | 2001/2002 ISUジュニアグランプリファイナル（ブレッド）  | -    | 4  | 3  | 3    |
| 2001年11月7日-11日  | 2001年ゴールデンスピン（ザグレブ）                     | -    | 2  | 2  | 2    |
| 2001年10月25日-28日 | ISUジュニアグランプリ ハーグ（ハーグ）                 | -    | 2  | 1  | 1    |
| 2001年9月26日-29日  | ISUジュニアグランプリ チェコスケート（オストラヴァ）   | -    | 3  | 2  | 2    |
| 2001年9月20日-23日  | 2001年オンドレイネペラメモリアル（ブラチスラヴァ）     | -    | 9  | 9  | 9    |

| 2000-2001 シーズン   |                                                            |      |    |    |      |
| 開催日               | 大会名                                                     | 予選 | SP | FS | 結果 |
| 2001年3月17日-25日   | 2001年世界フィギュアスケート選手権（バンクーバー）         | 17   | -  | -  | 33   |
| 2001年2月26日-3月2日 | 2001年世界ジュニアフィギュアスケート選手権（ソフィア）     | 10   | 21 | 11 | 16   |
| 2001年1月22日-27日   | 2001年ヨーロッパフィギュアスケート選手権（ブラチスラヴァ） | 15   | 22 | 22 | 23   |
| 2000年11月2日-5日    | ISUジュニアグランプリ ピルエッテン（ハーマル）             | -    | 8  | 13 | 11   |
| 2000年9月21日-24日   | 2000年オンドレイネペラメモリアル（ブラチスラヴァ）         | -    | 6  | 7  | 6    |
| 2000年9月5日-8日     | 2000年ネーベルホルン杯（オーベルストドルフ）               | -    | 18 | 15 | 15   |

| 1999-2000 シーズン   |                                                                  |      |    |    |      |
| 開催日               | 大会名                                                           | 予選 | SP | FS | 結果 |
| 2000年3月26日-4月2日 | 2000年世界フィギュアスケート選手権（ニース）                     | 16   | -  | -  | 31   |
| 2000年3月5日-12日    | 2000年世界ジュニアフィギュアスケート選手権（オーベルストドルフ） | 13   | 25 | -  | 26   |
| 2000年2月6日-13日    | 2000年ヨーロッパフィギュアスケート選手権（ウィーン）             | 11   | 27 | -  | 28   |
| 1999年11月19日-21日  | ISUジュニアグランプリ SBC杯（長野）                              | -    | 12 | 14 | 14   |
| 1999年10月14日-17日  | ISUジュニアグランプリ ハーグ（ハーグ）                           | -    | 18 | 13 | 13   |

## プログラム使用曲
| シーズン  | SP | FS | EX |
| --------- | --- | --- | --- |
| 2011-2012 | 奇跡の始まり 作曲：ピーター・ガブリエル インカンテーション （シルク・ドゥ・ソレイユ『キダム』より） 作曲：ベノワ・ジュトラス | 映画『仮面の男』サウンドトラック 作曲：ニック・グレニー＝スミス | 僕の歌は君の歌 作曲：エルトン・ジョン ボーカル：ユアン・マクレガー |
| 2010-2011 | Art of War 演奏：ヴァネッサ・メイ 振付：ユーリ・ブリエコ、ケビン・ヴァン・デル・ペレン                                       | 映画『ハムナプトラ/失われた砂漠の都』サウンドトラック 作曲：ジェリー・ゴールドスミス 振付：ユーリ・ブリエコ、ケビン・ヴァン・デル・ペレンReflections of Earth 作曲：ギャビン・グリーナウェイ | Fairytales 曲：アリャクサンドル・ルィバーク死の舞踏 編曲：マクシム・ムルヴィツァ |
| 2009-2010 | 禿山の一夜 作曲：モデスト・ムソルグスキータンゲーラ 作曲：マリアーノ・モーレス                                               | Reflections of Earth 作曲：ギャビン・グリーナウェイ映画『ロビン・フッド』より 作曲：マイケル・ケイメン映画『パイレーツ・オブ・カリビアン/デッドマンズ・チェスト』より 作曲：ハンス・ジマー   | |
| 2008-2009 | 禿山の一夜 作曲：モデスト・ムソルグスキー                                                                                    | ヒーローズ・イン・アクション 曲：サフリ・デュオ | ヒーローズ・イン・アクション 曲：サフリ・デュオ |
| 2007-2008 | Heartbeat 曲：サフリ・デュオエキゾチカ 作曲：ルネ・デュプレ                                                                  | 映画『アラビアのロレンス』より 作曲：モーリス・ジャールEpisode 2 曲：サフリ・デュオ | 奇跡の始まり 作曲：ピーター・ガブリエル 映画『マトリックス』より 作曲：ドン・デイヴィス ライズ 曲：サフリ・デュオ                                                                                                   |
| 2006-2007 | アルビノーニのアダージョ 作曲：レモ・ジャゾット                                                                              | Reflections of Earth 作曲：ギャビン・グリーナウェイ映画『パイレーツ・オブ・カリビアン/呪われた海賊たち』より 作曲：クラウス・バデルト、ハンス・ジマー                                        | ロクサーヌのタンゴ 映画『ムーラン・ルージュ』より 作曲：ポリスロード・オブ・ザ・ダンス 作曲：ローナン・ハーディマン                                                                                                 |
| 2005-2006 | コンピューターゲーム 曲：サフリ・デュオ                                                                                      | 映画『パイレーツ・オブ・カリビアン/呪われた海賊たち』より 作曲：クラウス・バデルト、ハンス・ジマー                                                                                           | フィーバー スウェイ ボーカル：マイケル・ブーブレ |
| 2004-2005 | コンピューターゲーム 曲：サフリ・デュオ                                                                                      | 映画『ロビン・フッド』より 作曲：マイケル・ケイメン 振付：ケビン・ヴァン・デル・ペレン映画『アラビアのロレンス』より 作曲：モーリス・ジャール                                                | 映画『マトリックス』より 作曲：ドン・デイヴィス |
| 2003-2004 | タンゲーラ 作曲：マリアーノ・モーレス                                                                                        | 映画『ロビン・フッド』より 作曲：マイケル・ケイメン 振付：ケビン・ヴァン・デル・ペレン | カテドラルの時代 ミュージカル『ノートルダム・ド・パリ』より 作曲：リシャール・コクシアント |
| 2002-2003 | バレエ『ロメオとジュリエット』より 作曲：セルゲイ・プロコフィエフ 演奏：ヴァネッサ・メイジャズ                               | 映画『マスク・オブ・ゾロ』より 作曲：ジェームズ・ホーナー | マリア ミュージカル『ウエスト・サイド物語』より 作曲：レナード・バーンスタインGrease Lightning歌劇『サムソンとデリラ』 作曲：カミーユ・サン＝サーンスキダム 『シルク・ドゥ・ソレイユ』より 作曲：ベノワ・ジュトラス |
| 2001-2002 | タンゴ・レッスン | トラブル・マン 作曲：マーヴィン・ゲイ | |
| 2000-2001 | Reflections of Earth 作曲：ギャビン・グリーナウェイ                                                                          | ラプソディ・イン・ブルー 作曲：ジョージ・ガーシュウィン | |